# 小口腹肢鮃
小口腹肢鮃為輻鰭魚綱鰈形目鰈亞目牙鮃科的其中一種，為熱帶海水魚，分布於西大西洋區，從加拿大至墨西哥灣北部海域，棲息深度可達91公尺，體長可達13公分，棲息在底層水域，其生活習性不明。